# Парламентские выборы во Франции (2002)
Парламентские выборы во Франции 2002 года проходили 9 и 16 июня. На них была избрана 12-я Национальное собрание Пятой Республики. На этих выборах умеренные правые силы (Союз за президентское большинство), поддерживающие только-только переизбранного в апреле Жака Ширака получили подавляющее большинство.

## Контекст выборов и их последствия
После оглушительного провала в первом туре президентских выборов социалист Лионель Жоспен, бывший в то время премьер-министром Франции, объявил о своём уходе из политики. Жак Ширак легко победил представителя ультраправых сил Жан-Мари Ле Пена. Консервативные силы, выступавшие за Жака Ширака, основали «Союз за президентское большинство» (Union pour la majorité présidentielle или UMP) для подготовки парламентских выборов (позже переименованное в Союз за народное движение).
Основной лейтмотив выборной кампании Союза за президентское большинство было выступление против т. н. «сожительства» президента и правительства. Такое «сожительство» правого Жака Ширака и левого премьер-министра Лионель Жоспена привело, по мнению Союза за президентское большинство, к неурядицам, которые сотрясали Францию последние годы и росту радикальных настроений, как справа так и слева. Тем временем премьер-министром был назначен малоизвестный в то время Жан-Пьер Раффарен.
В отсутствии реального лидера и провала на президентских выборах левые силы и прежде всего Социалистическая партия находились в затруднительном положении. Председатель Социалистической партии Франсуа Олланд пытался оживить левое крыло под именем «Объединённые левые». Однако, без чёткой программы это не имело большого успеха. Кроме того, даже часть левого крыла выступала против «сожительства». Опросы постоянно показывали увеличивающийся отрыв Союза за президентское большинство, который через 5 месяцев стал именоваться Союзом за народное движение.
Правые выиграли выборы и UMP получило подавляющее большинство. Хотя социалисты чуть улучшили свои показатели по сравнению с 1997 годом, но в целом левые получили меньше голосов. Национальный фронт снизил свои показатели по сравнению с президентскими выборами.

## Результаты

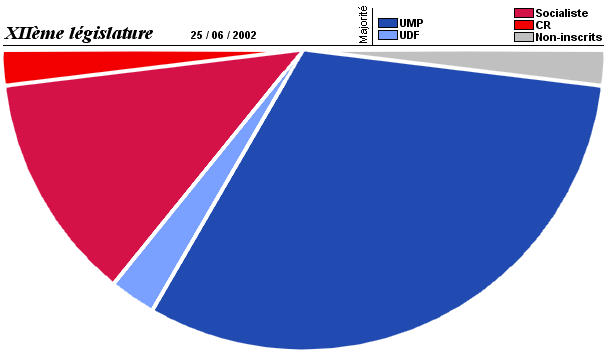
Распределение голосов по партиям.

| Партии и коалиции                            | Партии и коалиции                                                          | Сокр. | Голоса (тур 1) | % (тур 1) | Места (тур 2) |
| -------------------------------------------- | -------------------------------------------------------------------------- | ----- | -------------- | --------- | ------------- |
|                                              | Союз за народное движение (Union pour un Mouvement Populaire)              | UMP   | 8 408 023      | 33.3      | 357           |
|                                              | Союз за французскую демократию (Union pour la démocratie française)        | UDF   | 1 226 462      | 4.9       | 29            |
|                                              | Прочие правые партии                                                       | DVD   | 921 973        | 3.7       | 8             |
|                                              | Движение за Францию (Mouvement pour la France)                             | MPF   | 202 831        | 0.8       | 1             |
|                                              | Либеральная демократия (Démocratie libérale)                               | DL    | 104 767        | 0.4       | 2             |
|                                              | Объединение в поддержку республики (Rassemblement pour la France)          | RPF   | 94 222         | 0.4       | 2             |
|                                              | Всего «Президентское большинство» (правые)                                 |       | 10 958 278     | 43.4      | 399           |
|                                              | Социалистическая партия (Parti socialiste)                                 | PS    | 6 086 599      | 24.1      | 141           |
|                                              | Французская коммунистическая партия (Parti communiste français)            | PCF   | 1 216 178      | 4.8       | 21            |
|                                              | Партия зелёных (Les Verts)                                                 |       | 1 138 222      | 4.5       | 3             |
|                                              | Левая радикальная партия (Parti radical de gauche)                         | PRG   | 388 891        | 1.5       | 7             |
|                                              | Прочие левые партии                                                        | DVG   | 275 533        | 1.1       | 6             |
|                                              | Всего «Объединённые левые»                                                 |       | 9 105 443      | 36.1      | 178           |
|                                              | Национальный фронт (Front national)                                        | FN    | 2 862 960      | 11.3      | -             |
|                                              | Охота, рыболовство, природа и традиции (Chasse, pêche, nature, traditions) | CPNT  | 422 448        | 1.7       | -             |
|                                              | Лига революционных коммунистов (Ligue communiste révolutionnaire)          | LCR   | 320 467        | 1.3       | -             |
|                                              | Рабочая борьба (Lutte ouvrière)                                            | LO    | 301 984        | 1.2       | -             |
|                                              | Республиканское и гражданское движение (Pôle républicain)                  |       | 299 897        | 1.2       | -             |
|                                              | Прочие экологисты                                                          |       | 295 899        | 1.2       | -             |
|                                              | Национальное республиканское движение (Mouvement national républicain)     | MNR   | 276 376        | 1.1       | -             |
|                                              | Прочие                                                                     |       | 194 946        | 0.8       | -             |
|                                              | Другие ультралевые                                                         |       | 81 558         | 0.3       | -             |
|                                              | Региональные объединения                                                   |       | 66 240         | 0.3       | -             |
|                                              | Другие ультраправые                                                        |       | 59 549         | 0.2       | -             |
|                                              | Всего                                                                      |       | 25 252 045     | 100       | 577           |
| Не участвовало: 35.6% (тур 1), 39.6% (тур 2) |                                                                            |       |                |           |               |